# Glückliche Reise – Jamaica
Glückliche Reise – Jamaica ist ein deutscher Fernsehfilm von Bernd Schadewald. Die Produktion des 25. Teils der Fernsehreihe Glückliche Reise erfolgte im Oktober 1993 in Montego Bay auf Jamaika. Der Film hatte seine Premiere am 30. Dezember 1993 auf ProSieben.

## Besetzung
Das Cockpit besetzen Kapitän Viktor Nemetz (Juraj Kukura) und seine Co-Pilotin Marita Lambert (Mareike Carrière). Drei Stewardessen (Alexa Wiegandt, Cosima von Borsody, Bianca Brad) kümmern sich um das Wohl der Passagiere. Die Reiseleiter Sylvia Baretti und Andreas von Romberg werden von Conny Glogger und Thomas Fritsch gegeben. Als Gastdarsteller sind Tushka Bergen, Jochen Horst, Julia Heinemann, Tobias Hoesl, Anouschka Renzi und Harald Juhnke zu sehen.

## Handlung
Rock und Babs wollen nach längerer Beziehung auf Jamaika endlich heiraten. In ihrer Begleitung befinden sich Peter und Natascha, ihre Trauzeugen. Kaum im Hotel angelangt kommt es zu einer Krise zwischen Rock und Babs, denn ihm scheint seine Arbeit deutlich wichtiger als seine zukünftige Ehefrau. Babs findet Verständnis bei Peter, während Natascha und Rock viele Gemeinsamkeiten entdecken.
Birte Sosa, sportlich und alleinstehend, findet großen Gefallen an Reiseleiter Andreas. Als in der Hotelanlage alle Mitglieder der Reisegruppe bis auf Andreas bestohlen werden, glaubt Reiseleiterin Sylvia, den Dieb zu kennen.
Kapitän Nemetz besucht in Begleitung seiner Crew einen alten Freund, den Plantagenbesitzer Allen Bloomington. Der alternde Bloomington erweist sich als charmanter Gastgeber und zeigt bald Interesse an Stewardess Sabine Möhl. Sabine lässt sich zu einer Übernachtung auf seinem Anwesen überreden. Als sie aber herausfindet, dass Bloomington verheiratet ist, wendet sie sich enttäuscht ab.